# 江苏省地震局
江苏省地震局，是中国地震局和江苏省人民政府双重领导，以中国地震局为主的事业单位。根据江苏省人民政府授权，依法履行防震减灾主管机构的各项职责，承担本行政区域内防震减灾工作政府行政管理职能。

## 下属单位机构
- 江苏省地震预报研究中心
- 江苏省地震监测中心
- 江苏省地震工程研究院、江苏省地震灾害防御中心（合署办公）
- 江苏省地震应急救援中心（江苏省防震减灾宣传教育中心）
- 江苏省地震局机关服务中心
- 江苏无锡地震科技交流培训中心

## 省属地震台
南京基准地震台、宿迁地震台、海安地震台、无锡地震台、南通地震台、溧阳地震台、淮安地震台、常熟地震台、徐州地震台、盐城地震台、高邮地震台、射阳地震台、灌云地震台、新沂地震台、连云港地震台